# David Barron
David Barron (Ipsden, 21 de fevereiro de 1954) é um produtor de cinema britânico, mais conhecido por seu envolvimento na série de filmes Harry Potter.

## Carreira
David Barron trabalhou como produtor em Harry Potter and the Deathly Hallows: Part 1 e Part 2. Ele trabalho anteriormente como produtor em Harry Potter and the Half-Blood Prince e Harry Potter and the Order of the Phoenix.
Ele também foi produtor executivo em Harry Potter and the Chamber of Secrets e em Harry Potter and the Goblet of Fire. Barron tem trabalhado na indústria do entretenimento por mais de 25 anos, começando sua carreira em comerciais antes de passar para a produção de televisão e cinema. Além de seu trabalho como produtor, ele tem mantido uma grande variedade de funções, incluindo gerente de locação, assistente de direção, gerente de produção e supervisor de produção, trabalhando em filmes como The French Lieutenant's Woman, The Killing Fields, Revolução, Legend, The Princess Bride e Hamlet de Franco Zeffirelli. [carece de fontes?]
Em 1991, Barron foi nomeado executivo encarregado de produção no projeto de televisão ambicioso The Young Indiana Jones Chronicles. No ano seguinte, atuou como produtor executivo em The Muppets Christmas Carol. Em 1993, Barron se juntou à equipe de produção de Kenneth Branagh como produtor associado e gerente de produção em Mary Shelley's Frankenstein. A partir desse filme começou uma associação com Branagh, com Barron produzindo alguns dos filmes do diretor como A Midwinter's Tale, Hamlet e Love's Labour's Lost. Barron também produziu Othello de Oliver Parker, no qual Branagh estrelou ao lado de Laurence Fishburne. Na primavera de 1999, ele formou sua própria companhia, Contagious Films, com o diretor britânico Paul Weiland. Barron, mais recentemente lançou uma segunda empresa, Runaway Fridge Films.

## Filmografia
- Harry Potter and the Deathly Hallows: Part 2 (2011) – Produtor
- Harry Potter and the Deathly Hallows: Part 1 (2010) – Produtor
- Harry Potter and the Half-Blood Prince (2009) – Produtor
- Harry Potter and the Order of the Phoenix (2007) – Produtor
- Harry Potter and the Goblet of Fire (2005) – Produtor Executivo
- Sahara (2005) – Co-Produtor
- Harry Potter and hhe Chamber of Secrets (2002) – Produtor Executivo
- Possession (2002) – Produtor Executivo
- It Was An Accident (2000) – Produtor Executivo
- Love's Labour's Lost (2000) – Produtor
- Hamlet (1996) – Produtor
- A Midwinter's Tale (1996) – Produtor
- The Muppet Christmas Carol (1993) – Produtor Executivo
- The Princess Bride (1987) – Gerente de produção
- Legend (1986) – Gerente de unidade
- The Killing Fields (1984) – Segundo Assistente de Direção
- The French Lieutenant's Woman (1981) – Gerente de locação
- Mary Shelly's Frankenstein – Produtor associado, Gerente de produção
- Hamlet (Versão resumida) – Produtor
- Hamlet (1990) – Supervisor de produção